# Hawker Osprey
Die Hawker Osprey war eine trägergestützte Version der Hawker Hart, die als Jagdflugzeug und Aufklärer eingesetzt wurde. Auch gab es Versionen als Schwimmerflugzeuge. Umgebaute Hart-Maschinen dienten 1930 als Prototypen. Das Flugzeug wurde für den Trägereinsatz und den Katapultstart verstärkt, hatte beiklappbare Tragflächen und zusätzliche Instrumente.

## Ausschreibung eines schnellen Aufklärungsflugzeugs
Für die britische Marineluftwaffe wurde mit der Ausschreibung O 22/26 ein schneller zweisitziger Aufklärer gesucht, der auch als Jagdflugzeug dienen konnte und einsitzige Jagdflugzeuge führen konnte. Vier Firmen bauten Prototypen zu dieser Ausschreibung, die als Triebwerk den V12-Motor Rolls-Royce Kestrel verwendeten. Fairey bewarb sich mit der Fleetwing, Blackburn Aircraft mit der Nautilus und Shorts mit der Guinard, die auch noch als Schwimmerflugzeug und zum Amphibienflugzeug mit Zentralschwimmer modifiziert wurde.

Gewinner des Produktionsauftrags 19/30 wurde allerdings Hawker Aircraft Ltd. mit dem modifizierten Hart-Prototyp J9052.
Entsprechend dem 1927 modifizierten Bezeichnungssystem der britischen Streitkräfte erhielten Aufklärungs(jagd)flugzeuge der Royal Navy Namen mit dem Anfangsbuchstaben „O“.

## Einsatz bei der britischen Flottenluftwaffe

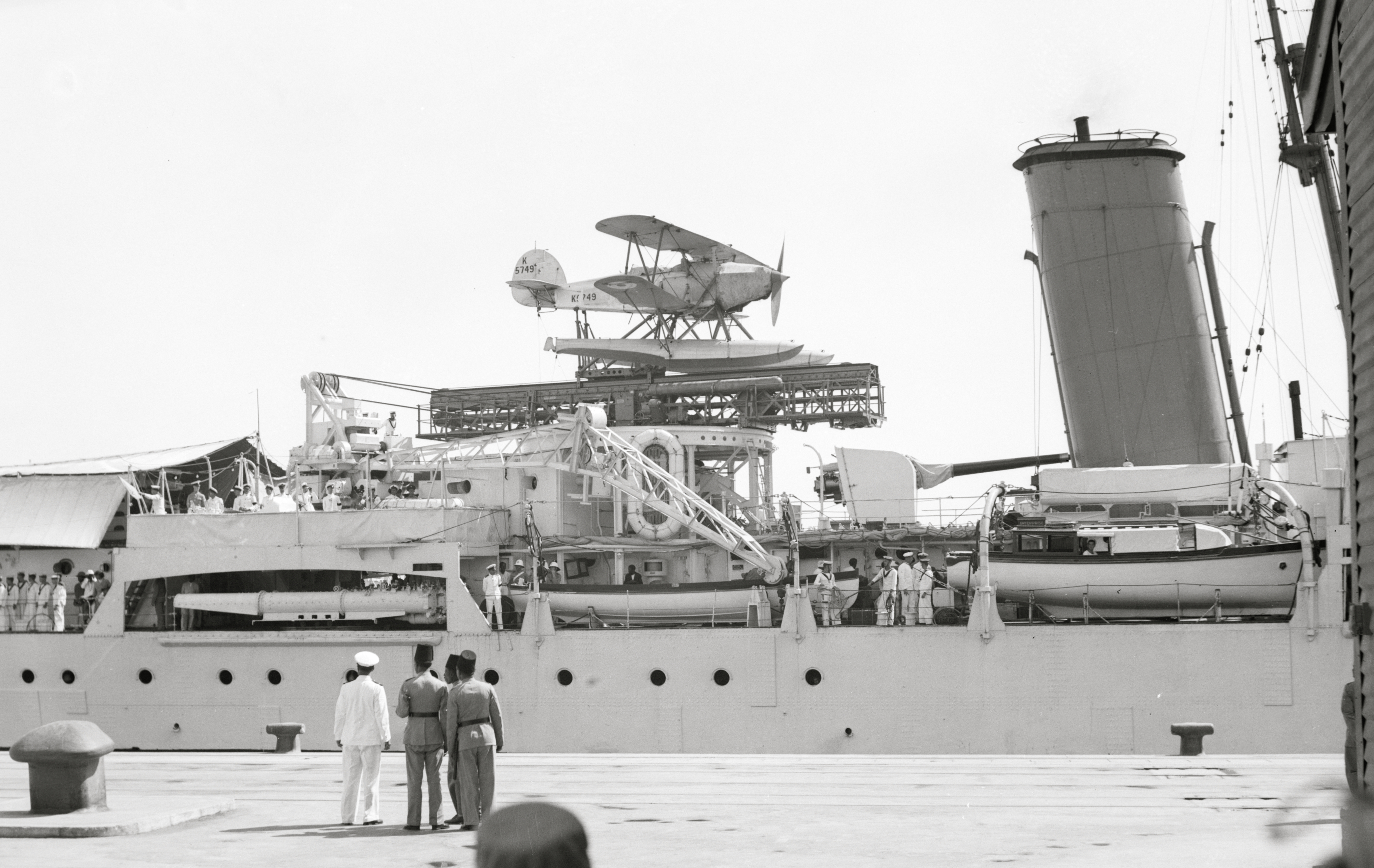
Eine Osprey IV 1936 auf dem Katapult der Enterprise

Die Osprey wurde von einem Rolls-Royce-Kestrel-II-Motor angetrieben und erreichte eine Höchstgeschwindigkeit von 270 km/h. Ihre Bewaffnung bestand aus einem starren 7,7-mm-Vickers-Maschinengewehr nach vorn und einem beweglichen 7,7-mm-Lewis-Maschinengewehr am hinteren Sitz. Die ersten Serienmaschinen vom Typ Osprey wurden an die Fleet Air Arm (FAA) 1932 ausgeliefert, die insgesamt 129 Maschinen erhielt. Zuerst wurde im Oktober 1932 der Flight 409 ausgerüstet, aus dem die Staffel 802 entstand. Im April 1933 hatten die Staffeln 802 und 800 neben neun einsitzigen Hawker Nimrod je drei Ospreys, die als Aufklärungs- und Navigationsmaschinen dienten. Die Staffel 803 war eine reine Osprey-Staffel mit neun Maschinen. 1934 kam mit No.801 noch eine gemischte Staffel hinzu, die ab Herbst 1936 dann auch eine reine Osprey-Staffel wurde. Erst ab Ende 1938 erfolgte der Ersatz der Maschinen durch Blackburn Skua-Eindecker.

Die letzten Maschinen waren bis 1944 im Dienst und dienten während des Zweiten Weltkriegs als Schulflugzeuge für Marinepiloten.
Die FAA erhielt vier Versionen:
Osprey I
zweisitziger Aufklärer, angetrieben von einem 630 PS (470 kW) leistenden Rolls-Royce Kestrel IIMS; 37 gebaut (S16??-S16??, K2774 to K2790).
Die Träger-Maschinen kamen zu den Jagdstaffeln 800 (Courageous), 801 (Furious), 802 (Glorious), 803 (Eagle, dann Hermes). Im Mai 1939 wurden die letzten Maschinen auf den Trägern ersetzt.
Osprey II
zweisitziger Aufklärer, ebenfalls angetrieben von einem Rolls-Royce Kestrel IIMS, mit Schwimmern ausgerüstet; 14 gebaut.
Osprey III
zweisitziger Aufklärer, ebenfalls angetrieben von einem Rolls-Royce Kestrel IIMS, in der oberen Steuerbord-Tragfläche ein Dinghy verpackt; 52 gebaut. (K3615 to K3653, K4322 to K4336 (54); K3914 to K3920 + K3954 (8 IIIL)).
Osprey IV
zweisitziges Schwimmerflugzeug, angetrieben von einem 640 PS leistenden Rolls-Royce Kestrel V; 26 in 1935 gebaut (K5742 to K5767).
Die Schwimmerflugzeuge kamen auf verschiedenen Schiffen zum Einsatz, eines der ersten Schiffe war der Schwere Kreuzer HMS Sussex, dann Kreuzer der 2. Cruiser Squadron, aber letztlich fast alle Schiffe der Flotte. Als im Juli 1936 die Bordflugzeuge in (Catapult)Flights mit 700er-Nummern organisiert wurden, verfügten alle außer dem Flight 702 für die Schlachtschiffe der Homefleet über Hawker Ospreys. Allerdings erfolgte frühzeitig der Austausch gegen Supermarine Walrus-Flugboote oder die leichtere Fairey Seafox. Im Verlauf der Abessinienkrise 1936 flog der Flight 701 (Bordflugzeuge der Schlachtschiffe) mit ihren Osprey-Schwimmermaschinen Überwachungsflüge von Malta aus. Bis Juni 1938 wurden alle Osprey-Bordmaschinen auf den aktiven Schiffen der Royal Navy ausgetauscht.

## Produktion
Die Hawker Osprey wurde von Hawkers, Kingston in Serie gebaut.
Abnahme der Hawker Osprey durch die RAF:
| Version | 1931 | 1932 | 1933 | 1934 | 1935 | Summe |
| ------- | ---- | ---- | ---- | ---- | ---- | ----- |
| Mk.I    | 20   | 17   |      |      |      | 37    |
| Mk.III  |      |      | 8    | 46   | 14   | 68    |
| Mk.IIIL |      |      |      | 1    |      | 1     |
| Mk.IV   |      |      |      |      | 26   | 26    |
| Summe   | 20   | 17   | 8    | 47   | 40   | 132   |

Zusätzlich wurden zwei Ospreys 1935 an Portugal, vier 1934 und zwei 1936 an Schweden und eine Osprey 1936 an Spanien geliefert.

## Einsätze bei anderen Nationen

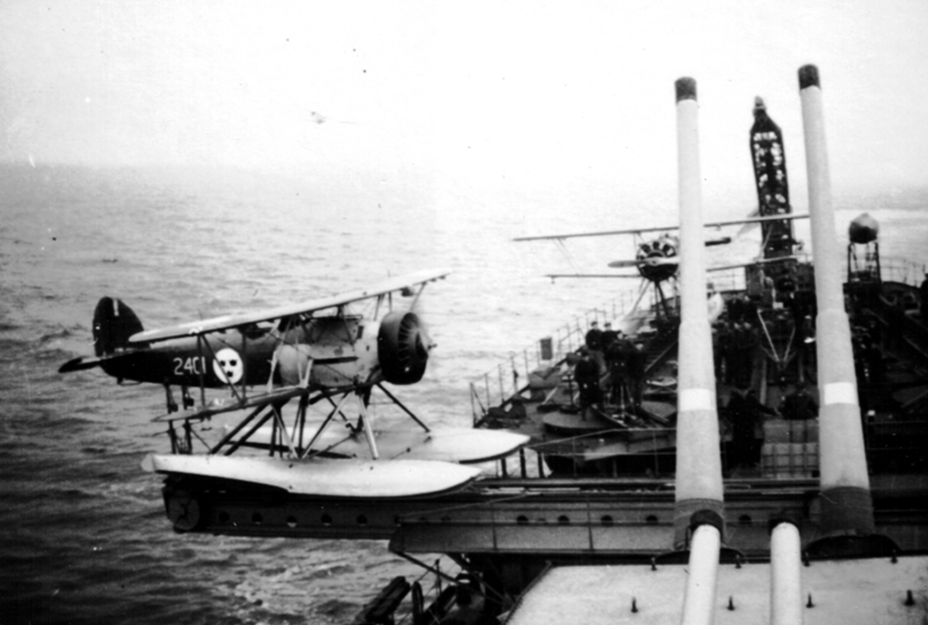
Eine schwedische Osprey startbereit auf dem Flugzeugkreuzer Gotland

Nur neun Ospreys wurden exportiert,
Schwedische Osprey
Die schwedische Luftwaffe kaufte sechs Ospreys, die dort die Bezeichnung S 9 erhielt. Die schwedischen Maschinen erhielten bei Nydqvist och Holm in Lizenz gebaute 600-PS-Bristol-Mercury-Sternmotoren und konnten anstatt der Schwimmer mit einem Landfahrwerk ausgerüstet werden. Sie waren für den Flugzeugkreuzer Gotland bestimmt, der allerdings auch mehr dieser Maschinen hätte an Bord nehmen können, für die aber die Mittel fehlten. 1944 wurden die Gotland zu einem Flak-Kreuzer umgebaut, da kein Ersatz für die veralteten Maschinen zur Verfügung stand und auch erhebliche Umbauten verursacht hätte. Drei der schwedischen Ospreys wurden zu Schleppflugzeugen für Luftziele umgebaut.
Portugiesische Osprey
Zwei Maschinen vom Typ Osprey III wurden für Portugal gebaut und 1935 mit Kestrel-IIMS-Motoren geliefert. Sie waren für die aus Großbritannien gelieferten Kolonial-Avisos der Afonso-de-Albuquerque-Klasse vorgesehen, kamen dann aber als Schwimmerflugzeuge nach Macau; die Kolonialverwaltung soll weitere Maschinen beschafft haben.
Spanische Osprey
Die republikanische spanische Luftwaffe erhielt ebenfalls eine Osprey, die von einem Hispano-Suiza 12Xbrs-Motor angetrieben wurde.

## Technische Daten
| Kenngröße             | Osprey I                                                          | S 9 Osprey                                                           |
| --------------------- | ----------------------------------------------------------------- | -------------------------------------------------------------------- |
| Besatzung             | 2 (Pilot und Funker/Bordschütze)                                  | 2 (Pilot und Funker/Bordschütze)                                     |
| Länge                 | 8,94 m                                                            | 9,64 m                                                               |
| Spannweite            | 11,28 m                                                           | 11,28 m                                                              |
| Höhe                  | 3,17 m                                                            |                                                                      |
| Flügelfläche          | 31,5 m²                                                           | 31,5 m²                                                              |
| Leermasse             | 1545 kg                                                           | 1850 kg                                                              |
| Startmasse            | 2245 kg                                                           | 2450 kg                                                              |
| Höchstgeschwindigkeit | 270 km/h                                                          | 230 km/h                                                             |
| Reichweite            | 520 km                                                            | km                                                                   |
| Dienstgipfelhöhe      | 7165 m                                                            | m                                                                    |
| Triebwerk             | 12-Zylinder-V-Motor Rolls-Royce Kestrel IIMS, 630 PS (ca. 460 kW) | 9-Zylinder-Sternmotor Nydqvist och Holm Mercury, 600 PS (ca. 440 kW) |
| Bewaffnung            | 1 starres / 1 bewegliches MG                                      | 1 starres / 1 bewegliches MG                                         |